# Polizeihäftlingslager Sydspissen
Das Polizeihäftlingslager Sydspissen wurde im Frühjahr 1941 in Sydspissen bei Tromsø in Nordnorwegen eingerichtet. Es diente der deutschen Sicherheitspolizei (Sipo) und dem Sicherheitsdienst (SD), um Juden und Oppositionelle aus dem Gebiet nördlich der Lofoten zu sammeln und in andere Haftstätten zu überführen. Es unterstand dem jeweiligen Kommandeur der Sicherheitspolizei und des SD in Tromsø (Wilhelm Blomberg und ab Herbst 1941 Heinrich Jennessen) und hatte eine Kapazität von 100 bis 120 männlichen Gefangenen. Da es sich schon bald als zu klein erwies, wurde es im November 1942 durch das neue Polizeihäftlingslager Tromsdalen bei Krøkebærsletta ersetzt.